# Kovařík štíhlý
Kovařík štíhlý (Ectinus aterrimus) je druh brouka z čeledi kovaříkovitých (Elateridae).

## Popis
Dospělí brouci dosahují délky 10–15 mm. Jejich tělo je černé, matně lesklé a pokryté hustými přiléhavými hnědými chloupky. Nohy jsou tmavě hnědočervené, stejně jako tykadla, která mohou být u některých jedinců černá. Tykadla samců dosahují až k výrazným zadním rohům štítu, zatímco u samic jsou kratší. Typickým znakem druhu jsou výrazné „S“-tvarované čelní lišty, které dosahují až k přední části čela (clypeus), což je odlišuje od podobného druhu Agriotes pilosellus, který má čelní lišty kratší a tělo červenohnědé až tmavě hnědé.

## Výskyt
Kovařík štíhlý je rozšířen po celé Evropě, včetně jižního Norska, středního Švédska a jižního Finska, a zasahuje až do Sibiře. Chybí na Britských ostrovech. Vyskytuje se především v listnatých lesích, od nížin až po údolí Alp. Aktivní je od května do srpna.

## Způsob života
Dospělce lze nalézt na květech, keřích nebo na mrtvém dřevě. Larvy žijí v půdě a živí se kořeny rostlin. Mohou příležitostně způsobit škody na kořenech mladých rostlin v školkách.